# ميخائيل فاريل (شاعر)
ميخائيل فاريل (بالإنجليزية: Michael Farrell)‏ هو شاعر أسترالي، ولد في 1965 في Bombala ‏ في أستراليا.